# ブラック・スワンズ・アンド・ワームホール・ウィザーズ
『ブラック・スワンズ・アンド・ワームホール・ウィザーズ』（Black Swans and Wormhole Wizards）は、アメリカ合衆国のギタリスト、ジョー・サトリアーニが2010年に発表した13作目のスタジオ・アルバム。

## 背景
サトリアーニは当時チキンフットのメンバーとしても活動しており、本作のミキシングが終了するとすぐに帰宅して、チキンフット用のデモ・レコーディングに取りかかったという。本作のレコーディングでは、長年にわたりサトリアーニと共演してきたドラマーのジェフ・キャンピテリに加えて、新メンバーのマイク・ケネリー（キーボード/元フランク・ザッパ・バンド、スティーヴ・ヴァイ・バンド）とアレン・ウィットマン（ベース）が起用された。サトリアーニは自分のキーボード・プレイに関して「私はコードを弾けるだけ」と考え、自身のメロディに対抗できるレベルのピアニストを求めてケネリーに白羽の矢を立てたと語っている。

## 反響・評価
アメリカの総合アルバム・チャートBillboard 200では45位に達し、『クリスタル・プラネット』（1998年）以来12年ぶりの全米トップ50入りを果たした。また、『ビルボード』のハード・ロック・アルバム・チャートでは5位、ロック・アルバム・チャートでは14位を記録した。
イギリスでは2010年10月16日付の全英アルバムチャートで62位を記録するが、翌週にはトップ100圏外に落ちた。オランダのアルバム・チャートでは32位に達し、同国において初のトップ40入りを果たした。
Stephen Thomas Erlewineはオールミュージックにおいて5点満点中3点を付け「チキンフットのヘヴィなパーティー・ロックから、できる限り離れてみせた、純然たるギター・プログ」「熱狂できるレコードではなく、むしろ描写力やきめ細かさを味わうべきレコードで、偉大なロック・ギタリストの1人による成熟した作品である」と評している。

## 収録曲
全曲ともジョー・サトリアーニ作曲。
1. プリモニション - Premonition - 3:52
2. ドリーム・ソング - Dream Song - 4:48
3. ピリック・ビクトリア - Pyrrhic Victoria - 5:08
4. ライト-イヤーズ・アウェイ - Light Years Away - 6:11
5. ソリテュード - Solitude - 0:57
6. リトルワース・レーン - Littleworth Lane - 3:46
7. ザ・ゴールデン・ルーム - The Golden Room - 5:19
8. トゥー・サイズ・トゥ・エヴリ・ストーリー - Two Sides to Every Story - 4:10
9. ワームホール・ウィザーズ - Wormhole Wizards - 6:27
10. ウィンド・イン・ザ・トゥリーズ - Wind in the Trees - 7:42
11. ゴッド・イズ・クライング - God Is Crying - 4:52

### 日本盤ボーナス・トラック
1. ハートビーツ - Heartbeats - 3:30
2. ロンギング - Longing - 3:55

## 参加ミュージシャン
- ジョー・サトリアーニ - ギター、キーボード、ベース
- マイク・ケネリー - キーボード
- アレン・ウィットマン - ベース
- ジェフ・キャンピテリ - ドラムス、パーカッション